# Sista dansen (1946)
Sista dansen (originaltitel: Specter of the Rose) är en amerikansk thriller-film noir från 1946, skriven och regisserad av Ben Hecht. Den hade premiär i USA den 5 juli 1946 och i Sverige den 24 maj 1948.

## Handling
En balettdansare misstänks för att ha mördat sin första fru.

## Rollista i urval
- Judith Anderson - Madame La Sylph
- Michael Chekhov - Max Polikoff
- Lionel Stander - Lionel Gans